# Ding Hao
Ding Hao (丁浩S, Dīng HàoP; coreano: 딩하오?; Datong, 13 giugno 2000) è un goista cinese di grado 9 dan. Detiene la Samsung Fire Cup.

## Biografia
Ding è nato a Datong, nello Shanxi. Ha iniziato a giocare all'età di sette anni; per continuare i suoi studi, si è trasferito da Taiyuan a Pechino.
È diventato professionista nel 2013, all'età di 13 anni. Nel luglio 2014 è stato promosso 2 dan; nel luglio 2015 3 dan; nel settembre 2016 4 dan; nel maggio 2017 5 dan.
Nel 2019 è stato promosso 6 dan. Lo stesso anno ha vinto la CCTV Cup contro Xu Jiayang; questa vittoria l'ha qualificato come uno dei due rappresentanti cinesi alla trentunesima edizione della Asian TV Cup, in cui ha sconfitto il giapponese Ichiriki Ryo e il sudcoreano Kim Ji-seok, per poi perdere la finale contro il sudcoreano Shin Jin-seo.
Nell'agosto 2020 è stato promosso 7 dan.
Nel 2021 ha vinto tre tornei nel giro di tre mesi: in ottobre la diciassettesima Coppa Changqi contro Yang Dingxin; il 12 dicembre la prima edizione del Guoshou (Kaifeng) contro Ke Jie; la prima edizione della Coppa GBA, contro Gu Zihao, il 30 dicembre. Nello stesso anno è stato promosso prima 8 dan poi 9 dan.
Nel 2022 ha vinto la seconda edizione della Coppa GBA contro Mi Yuting.
Nel febbraio 2023 ha vinto la LG Cup contro il connazionale Yang Dingxin. A ottobre ha vinto la seconda edizione del Guoshou, difendendo il titolo contro lo sfidante Ke Jie. A novembre ha sconfitto per 2-1 il connazionale Xie Erhao, conquistando la 28ª edizione della Samsung Fire Cup. A dicembre ha perso contro Yang Kaiwen la finale della Coppa GBA; nello stesso mese, è diventato il primo nella classifica ufficiale dell'associazione cinese di go.
A novembre 2024 ha vinto per la seconda volta consecutiva la Samsung Fire Cup, sconfiggendo per 2-1 in rimonta il connazionale Dang Yifei.
A marzo 2025 ha perso il Qiwang Sudorientale contro Gu Zihao. Nello stesso mese ha vinto la diciottesima edizione della Coppa Weifu Fangkai (anche nota come Qiwang) contro Fan Tingyu.

## Palmarès
| Nazionali           | Nazionali      | Nazionali     |
| Titolo              | Vittorie       | Secondi posti |
| ------------------- | -------------- | ------------- |
| CCTV Cup            | 1 (2019)       |               |
| Changqi Cup         | 1 (2021)       |               |
| Guoshou             | 2 (2021, 2023) |               |
| GBA Cup             | 2 (2021, 2022) | 1 (2023)      |
| Qiwang Sudorientale |                | 1 (2025)      |
| Coppa Weifu Fangkai | 1 (2025)       |               |
| Totale              | 7              | 2             |
| Internazionali      |                |               |
| Titolo              | Vittorie       | Secondi posti |
| Samsung Fire Cup    | 2 (2023, 2024) |               |
| LG cup              | 1 (2023)       |               |
| Asian TV Cup        |                | 1 (2019)      |
| Totale              | 3              | 1             |